# Zale putrescens
Zale putrescens là một loài bướm đêm trong họ Erebidae.